# Cynthia carduelina
Cynthia carduelina är en fjärilsart som beskrevs av Alphéraky 1908. Cynthia carduelina ingår i släktet Cynthia och familjen praktfjärilar. Inga underarter finns listade i Catalogue of Life.